# Kela Alon
Kela Alon (hebrejsky קלע אלון‎, podle jména vysídlené syrské vesnice al-Kela severně od stávající osady a podle Jig'ala Alona, v oficiálním přepisu do angličtiny Qela, přepisováno též Kela Alon nebo Qela Allon) je izraelská osada a vesnice typu společná osada (jišuv kehilati) na Golanských výšinách v oblastní radě Golan.

## Geografie
Nachází se v nadmořské výšce 648 m, přibližně 42 km severovýchodně od města Tiberias, 78 km severovýchodně od Haify a 152 km severovýchodně od centra Tel Avivu. Kela Alon leží na náhorní plošině v severní části Golanských výšin, na jejím západním okraji, který se pak prudce svažuje k řece Jordán. Severně od vesnice probíhá údolí vodního toku Nachal Orvim.
Kela Alon je na dopravní síť Golanských výšin napojena pomocí lokální silnice číslo 959. Vesnicí prochází rovněž takzvaná Ropná silnice.

## Dějiny
Kela Alon leží na Golanských výšinách, které byly dobyty izraelskou armádou v roce 1967 a jsou od té doby cíleně osidlovány Izraelci. Tato osada byla založena v roce 1984. Nejprve šlo o polovojenskou osadu typu Nachal, později proměněnou v ryze civilní zemědělský kibuc. Ten se ale v roce 1989 rozpadl a vesnice se opět ujaly oddíly Nachal. Podle jiného zdroje se osada rozpadla už v roce 1988. Důvodem rozkladu kibucu byl nedostatek kvalitní orné půdy v okolí.
K novému civilnímu osídlení tu došlo v roce 1991. Noví obyvatelé pojmenovali vesnici Bruchim. V roce 1997 pak bylo přijato nynější oficiální jméno Kela Alon. V červnu 2000 byl schválen plán, podle kterého se Alon má nadále vyvíjet jako takzvaná společná osada, tedy sídlo bez výraznějšího hospodářského kolektivismu. Obyvatelé pracují v zemědělství a turistických službách. V Kela Alon funguje zařízení předškolní péče o děti. Základní škola je v osadě Merom Golan, střední školství ve městě Kacrin.
Počátkem 21. století byla několik set metrů západně od původní osady zřízena nová čtvrť, situovaná blíže k vyhlídce na Chulské údolí. Tento obytný soubor se nazývá Macok Orvim (מצוק עורבים‎), doslova „Havraní útes“, podle nedalekého kaňonu a vodního toku Nachal Orvim. Kela Alon tak následně sestávala ze dvou urbanisticky samostatných částí: na východě provizorní zástavba v Bruchim, na západě zámožněji koncipovaná Macok Orvim, která se profilovala jako lokalita luxusního rezidenčního bydlení a turistických apartmánů. V Macok Orvim si v roce 2006 koupil pozemek i tehdejší ministr financí Izraele Avraham Hirschson. K roku 2006 žilo v Macok Orvim cca 50 rodin a dalších 100 se mělo přistěhovat do léta roku 2007. Naopak původní obytný soubor Bruchim z počátku 90. let, situovaný na východní straně Kela Alon, prodělal vleklý demografický a stavební úpadek, který má být ovšem zvrácen plánovanou reorganizací do podoby administrativně samostatné nové osady, nazvané Ramat Trump, na počest amerického prezidenta. Přípravné práce na založení Ramat Trump započaly v roce 2019.

## Demografie
Kela Alon je osadou se sekulárním obyvatelstvem. Jde o menší sídlo vesnického typu s dlouhodobě rostoucí populací. K 31. prosinci 2014 zde žilo 217 lidí. Během roku 2014 stoupla populace o 14,8 %.
| Rok            | 1995 | 2000 | 2001 | 2003 | 2004 | 2005 | 2006 | 2007 | 2008 | 2009 | 2010 | 2011 | 2012 | 2013 | 2014 |
| -------------- | ---- | ---- | ---- | ---- | ---- | ---- | ---- | ---- | ---- | ---- | ---- | ---- | ---- | ---- | ---- |
| Počet obyvatel | 60   | 62   | 59   | 57   | 58   | 71   | 106  | 154  | 162  | 151  | 163  | 180  | 181  | 189  | 217  |